# دوبروسيفو (ولسينج)
دوبروسيفو (Добрушево) هي مدينة في مقاطعة ولسينج في جمهورية مقدونيا.
يبلغ عدد سكانها حوالي 2015   نسمة.